# Brusilica
Brusilica je ručni alat ili alatni stroj kojim se izvodi strojna obrada brušenja, s rotirajućim brusnim alatom u obliku okrugle ploče ili valjka (brusna ploča ili brusno kolo).

## Ručno brušenje
Osnova ručnog brušenja je što jednoličnije prelaženje brusnim sredstvom po površini obratka, kako bi se dobila ujednačena površina. Osnovni alat za ručno brušenje je papirnata ili platnena traka na kojoj su nalijepljena brusna zrnca. Osim brusnih traka, brusna zrnca se mogu koristiti na više načina: kao brusna ploča, kao brusni kameni (zrnca sortirana i povezana potrebnim vezivom) i u obliku samih brusnih zrnaca koja se nasipavaju na mjesto obrade. Oblici papirnatih ili platnenih traka su: brusni papir u roli, brusni papir u listovima, brusni papir u trakama, okrugli brusni papiri (fiber diskovi), brusni papir specijalnih oblika (na primjer delta brusni papir), brusni papiri u lamelnim pločama. Kako je svojstvo brušenja velika brzina rezanja, a nju je teško ručno ostvariti, kod ručnog brušenja često se koriste ručni alati s pogonom (bilo električnim, akumulatorskim ili pneumatskim pogonom).
Ručni alat za brušenje brusnim papirom je ručna brusilica ili alat s električnim pogonom – vibracijska (oscilatorska) brusilica. Osovina rotora elektromotora je spojena na ekscentar u radnoj ploči brusilice i time omogućuje brzo titranje radne ploče, na kojoj je učvršćen brusni papir. Ručna električna brusilica s trakom ima dva valjka preko kojih je zategnuta brusna traka. Jedan valjak je pogonski (spojen je s elektromotorom), dok drugi služi za pravilno napinjanje i zatezanje trake. Rotacijske ručne brusilice mogu imati električni ili pneumatski pogon. Brusni papir se učvršćuje vijkom ili se nalijepi na rotacionu ploču "čičkom".  Rotacijska ploča osim kružnog glavnog gibanja može imati i pravolinijska (translacijska) gibanja (vibrira). Multi brusilice su za brušenje u kutovima i na nepristupačnim mjestima. Kod ovih ručnih brusilica, gibanje alata je vibracija ili oscilacija. 
Osim jednostavnih brusnih papira i traka, za brušenje se koriste i različite lamelne brusne ploče. To su brusevi sastavnjeni od niza brusnih papira ili brusnih tkanina, posloženih u niz, radijalno ili aksijalno za finija brušenja. Koriste se na rotacijskim brusilicama.

### Finoća brusne trake
Finoća brusne trake se dijele prema finoći brusnih zrnaca.(mjerilo za veličinu zrnaca). Ona se bira prema kvaliteti površine koju želimo postići. Krupnoća se određuje prema broju rupica na situ u duljini od 1 inča (25,4 mm). Zrno ima onu finoću kod koje još propada kroz rupice na situ. Tako imamo oznake i finoću brusnih zrnaca obzirom na krupnoću zrna:
- jako gruba brusna traka: oznake 8, 10 i 12;
- gruba brusna traka: oznake 14, 16, 20 i 24;
- srednja brusna traka: oznake 30, 36, 46, 54 i 60;
- fina brusna traka: oznake 70, 80, 90, 100 i 120;
- jako fina brusna traka: oznake 160, 180, 200, 220 i 240;
- prašina: oznake 280, 320, 400, 500 i 600.

Za brusne papire najčešće se upotrebljavaju zrnca finoće 40, 60, 80, 100, 120, 150, 180, 220, 240, dok se kod brusnog platna koristi finoća zrnaca 40, 80, 120, 180. Brusna platna se koriste kod brušenja obradaka složenijeg oblika, veće su čvrstoće i izdržljivija od papirnih. Osim brusnog papira ili brusnog platna, za ručno brušenje ili s alatima s pogonom, koriste se i brusni kameni različitih dimenzija i oblika: brusni čepovi s držalom, brusni kameni s ili bez držaka, brusne ploče.

## Strojne brusilice
Brusilice su alatni strojevi koji služe za završnu obradu okruglih vanjskih i unutarnjih površina, ravnih površina, profiliranih površina, utora, zupčanika, navoja i drugih površina.

### Brusilice za brušenje alata

#### Radionička brusilica
Radionička brusilica služi za brušenje (oštrenje) alata u manjim radionicama. Sastoji se od postolja sa stupom na kome se nalazi elektromotor. Na rotoru elektromotora nalazi se produženo vreteno, koje nosi 2 brusne ploče. Brusne ploče su zaštićene oklopom, a ispred brusne ploče se nalaze oslonci za alat koji se brusi. Oslonci se mogu primicati i odmicati na potrebnu udaljenost od brusne ploče. Za donji dio oklopa, pričvršćen je lijevak za koji se veže priključna cijev usisivača za prašinu. Uključivanje i isključivanje izvodi se pritiskom na dugme ili prekidač. Brusna ploča se postavlja na vreteno preko zaštitnog olovnog prstena. Zatim se brusna ploča navlači na vreteno i učvršćuje između dvije prirubnice, pomoću vijka i matice. Između prirubnica i brusne ploče nalaze se gumeni prstenovi. 

#### Brusilica za alat
Brusilica za alat ili univerzalna brusilica za alat služi za brušenje višereznih alata (glodala, ureznice, nareznice, svrdla i drugih alata). Ove brusilice imaju čitav niz dopunskih uređaja i alata. Brusna ploča s podjelom može se okretati oko okomite osi, čime je omogućeno postavljanje brusne ploče u željeni položaj. 

### Brusilice za okruglo brušenje

#### Brusilica za vanjsko okruglo brušenje između šiljaka
Brusilica za vanjsko okruglo brušenje između šiljaka služi za brušenje dugih okruglih predmeta, pri čemu se mogu izvoditi operacije uzdužnog i poprečnog brušenja. Brusna ploča se nalazi na glavnom vretenu i dobiva kružno gibanje od prijenosa za glavno gibanje, kojega pokreće elektromotor. Ovaj prijenos ima mali broj promjena brojeva okretaja, koji se regulira prema promjeru brusne ploče. Brusna ploča ima mogućnost radijalnog (poprečnog) primicanja prema osi predmeta obrade. Predmet se postavlja između šiljaka, pri čemu nosač jednog (lijevog) šiljka ima ugrađen prijenos koji služi za promjenu broja okretaja predmeta obrade s posebnim elektromotorom. Gornji nosač (suport) ima mogućnost zakretanja u vodoravnoj ravnini, čime se omogućava brušenje konusa. Donji uzdužni nosač (suport) omogućava uzdužno gibanje predmeta obrade i to najčešće hidrauličkim putem. Postolje daje stabilnost stroju i povezuje sve dijelove. Upravljanje može biti različito, a što ovisi o upravljačkom dijelu. 

#### Brusilica za vanjsko okruglo brušenje bez šiljaka
Brusilica za vanjsko okruglo brušenje bez šiljaka se koristi u velikoserijskoj i masovnoj proizvodnji sitnih okruglih predmeta. Ove brusilice imaju dvije brusne ploče, radnu brusnu ploču i vodeću brusnu ploču, koja predmetu obrade (obratku) daje kružno i uzdužno gibanje. Brusne ploče se okreću u istom smjeru. Obradak se postavlja u podupirač, koji je koso zasječen (pod kutom od 60˚), tako da se os obratka izdiže iznad osi brusne ploče. 

#### Brusilica za unutarnje okruglo brušenje
Brusilica za unutarnje okruglo brušenje služi za brušenje zatvorenih i otvorenih valjkastih i konusnih provrta, kao i za brušenje čeonih površina. Brusna ploča dobiva pogon od prijenosa glavnog gibanja, a kojega pokreće posebni elektromotor. Brusna ploča izvodi glavno kružno gibanje, kao i uzdužno i poprečno pomjeranje prema obratku. Obradak se steže u steznu glavu, koja dobiva kružno gibanje od prijenosa pomoćnog gibanja, kojega pokreće posebni elektromotor. Obradak se zaštićuje štitnikom. 

### Brusilice za ravno brušenje
Brusilica za ravno brušenje služi za obradu ravnih površina, utora i slično. Brusna ploča se nalazi na vodoravnom vretenu i može se okomito pomjerati prema obratku radi reguliranja dubine brušenja. Na nosaču (suportu) nalazi se radni stol koji radi na načelu elektromagneta i steže obradak. Postolje daje stabilnost stroju.